# Lissonota disrupta
Lissonota disrupta là một loài tò vò trong họ Ichneumonidae.